# Marcel Boubou
Pour les articles homonymes, voir Boubou.
Marcel Marie Boubou, né le 22 septembre 1892 à Beaugency et mort le 18 septembre 1942 au camp de concentration d'Auschwitz, est un enseignant français, actif dans le mouvement ouvrier espérantiste jusqu'à la Seconde Guerre mondiale.

## Biographie

### Jeunesse
Marcel Boubou nait le 22 septembre 1892 à Beaugency, en France,,. Ses parents sont Gustave Boubou, maçon, et Marie Adelphine Maisonneuve. Il est le 6e enfant d’une famille de 11 enfants, dont Henri Boubou. Diplômé de l’École normale primaire d’Orléans, promotion 1908-1911, il devient instituteur adjoint à Baule.

### Activité syndicale
Dès 1921, Marcel Boubou était très actif à la SAT, dont il dirige le service pédagogique, et à la Fédération Espérantiste Ouvrière (FEO). Il a également agi en tant qu'espérantiste dans le cadre du mouvement Freinet.
En 1931, il quitte la SAT à l'occasion du schisme communiste pour agir dans le cadre du mouvement IPE.

### Arrestation et mort
Marcel Boubou est arrêté à Orléans le 18 ou le 19 octobre 1941, et est retenu à la prison d’Orléans située rue Eugène Vignat. Il est transféré au camp de Compiègne sur demande des allemands. Il y anime des cours d’espéranto.
Il est déporté le 6 juillet 1942. Il meurt à Auschwitz le 18 septembre 1942.

## Œuvres
- Cours rationnel et complet d'espéranto (avec Joseph Habert), 1921[N 3]
- La situation matérielle et morale de l’Instituteur dans le monde, Internationale des Travailleurs de l’Enseignement